# 28e prix Lambda Literary
Le 28e prix Lambda Literary a eu lieu le 6 juin 2016 à New York, pour honorer les ouvrages publiés en 2015.

## Lauréats et finalistes
| Catégorie                           | Récompensé | Nommé |
| ----------------------------------- | --- | --- |
| Bisexual Literature                 | Emily Bingham, Irrepressible: The Jazz Age Life of Henrietta Bingham Anna North, The Life and Death of Sophie Stark                                                                                             | - Jeanette Winterson, The Gap of Time - Zoe Pilger, Eat My Heart Out - Kevin Hogan, My Riastrad |
| Gay Erotica                         | Miodrag Kojadinović, Érotiques Suprèmes | - Jennifer Levine and Rian Darcy, Charming: Modern Gay Fairytales - Natty Soltesz, College Dive Bar, 1 AM - William Holden, Grave Desires - Michael Ampersant, Green Eyes — an erotic novel (sort-of) |
| Gay Fiction                         | Hasan Namir, God in Pink | - Andy Sinclair, Breathing Lessons - Truman Capote, The Early Stories of Truman Capote - Paul Russell, Immaculate Blue - Mark Merlis, JD - Michael Golding, A Poet of the Invisible World - John Whittier Treat, The Rise and Fall of the Yellow House - James Sie, Still Life, Las Vegas |
| Gay Memoir/Biography                | Langdon Hammer, James Merrill: Life and Art | - Jean Findlay, Chasing Lost Time: The Life of C. K. Scott Moncrieff: Soldier, Spy, and Translator - Arsham Parsi and Marc Colbourne, Exiled for Love: The Journey of an Iranian Queer Activist - Matthew Spender, The House in St. John’s Wood - Bernard Cooper, My Avant-Garde Education - Michael V. Smith, My Body Is Yours - Brad Gooch, Smash Cut - Jameson Currier, Until My Heart Stops |
| Gay Mystery                         | Marshall Thornton, Boystown 7: Bloodlines | - Jeffrey Round, After the Horses - Tom Mendicino, The Boys from Eighth and Carpenter - Jon Wilson, Cheap as Beasts - Wallace Godfrey, Introducing Sunfish & Starfish: Tropical Drag Queen Detectives - Rhys Ford, Murder and Mayhem - Christopher Bollen, Orient - Robert Karjel, The Swede |
| Gay Poetry                          | Nicholas Wong, Crevasse Carl Phillips, Reconnaissance | - Roberto F. Santiago, Angel Park - Rickey Laurentiis, Boy with Thorn - Francisco X. Alarcón, Canto Hondo/Deep Song - Ben Ladouceur, Otter - Jee Leong Koh, Steep Tea - Ralph Hamilton, Teaching a Man to Unstick His Tail |
| Gay Romance                         | Debbie McGowan, When Skies Have Fallen | - Vanessa North, Blueberry Boys - Ralph Josiah Barsley, Brothers - Alexis Hall, For Real - L. A. Witt, General Misconduct - Garrett Leigh, Misfits - Jay Bell, Something Like Stories, Volume One - Brad Boney, Yes |
| Lesbian Erotica                     | Meghan O'Brien, The Muse | - Salome Wilde and Talon Rihai, Desire Behind Bars: Lesbian Prison Erotica - Sinclair Sexsmith, Sweet & Rough: Queer Kink Erotica |
| Lesbian Fiction                     | Chinelo Okparanta, Under the Udala Trees | - Virginie Despentes, Apocalypse Baby - Mecca Jamilah Sullivan, Blue Talk and Love - Tiya Miles, The Cherokee Rose - Miranda July, The First Bad Man - LaShonda Katrice Barnett, Jam on the Vine - Debra Busman, Like a Woman - Violette Leduc, Thérèse and Isabelle |
| Lesbian Memoir/Biography            | Kate Carroll de Gutes, Objects in the Mirror Are Closer Than They Appear | - Cat Cora, Cooking as Fast as I Can: A Chef’s Story of Family, Food, and Forgiveness - Leah Lakshmi Piepzna-Samarasinha, Dirty River - Carrie Brownstein, Hunger Makes Me a Modern Girl - Allison Gruber, You’re Not Edith |
| Lesbian Mystery                     | Ann Aptaker, Tarnished Gold Victoria Brownworth, Ordinary Mayhem | - Ellen Hart, The Grave Soul - Stevie Mikayne, Illicit Artifacts - Cari Hunter, No Good Reason - Lee Winter, The Red Files - R. E. Bradshaw, Relatively Rainey - Debra Hyde, The Tattered Heiress |
| Lesbian Poetry                      | Dawn Lundy Martin, Life in a Box is a Pretty Life | - Melissa Buzzeo, The Devastation - Claudia Rodriguez, Everybody’s Bread - Sara Jane Stoner, Experience in the Medium of Destruction - Margot Douaihy, Girls Like You - Jessica Jacobs, Pelvis with Distance - J. P. Howard, Say/Mirror: Poems and Histories - Stephanie Gray, Shorthand and Electric Language Stars |
| Lesbian Romance                     | Julie Blair, Making a Comeback | - Shelley Thrasher, Autumn Spring - Andrea Bramhall, The Chameleon’s Tale - Dillon Watson, Full Circle - Rachel Spangler, Heart of the Game - Jackie D. Bold, Infiltration - Blythe H. Warren, My Best Friend’s Girl - Amy Dunne, The Renegade |
| LGBT Anthology                      | Damien Luxe, Heather M. Ács and Sabina Ibarrola, Glitter and Grit: Queer Performance from the Heels on Wheels Femme Galaxy Sfé R. Monster and Taneka Stotts, Beyond: The Queer Sci-Fi & Fantasy Comic Anthology | - Holly Hughes, Carmelita Tropicana and Jill Dolan, Memories of the Revolution - Amy L. Stone and Jaime Cantrell, Out of the Closet, Into the Archives: Researching Sexual Histories - Julie Bozza, A Pride of Poppies: Modern GLBTQI Fiction of the Great War - Nívea Castro and Geny Cabral, Soy Lesbiana y Que! Out Latina Lesbians - Torsten Højer, Speak My Language, and Other Stories: An Anthology of Gay Fiction - Merritt Kopas, Videogames for Humans: Twine Authors in Conversation                                                                  |
| LGBT Children's/Young Adult         | Alex Gino, George | - Sarah McCarry, About a Girl - Will Walton, Anything Could Happen - Jerome Pohlen, Gay and Lesbian History for Kids: The Century-Long Struggle for LGBT Rights - Brian Selznick, The Marvels - Adam Silvera, More Happy Than Not - I. W. Gregorio, None of the Above - Becky Albertalli, Simon vs. the Homo Sapiens Agenda |
| LGBT Debut Fiction                  | Victor Yates, A Love Like Blood | - Austin Bunn, The Brink - Mark S. Luckie, Do U. - Paul Brownsey, His Steadfast Love and Other Stories - Ioannis Pappos, Hotel Living - Meliza Bañales, Life is Wonderful, People are Terrific - James Driggers, Lovesick - Libby Ware, Lum |
| LGBT Drama                          | Tanya Barfield, Bright Half Life | - Jeanine Tesori and Lisa Kron, Fun Home - Taylor Mac, Hir - Deborah Salem Smith, Love Alone - Bathsheba Doran, The Mystery of Love and Sex |
| LGBT Graphic Novel                  | E. K. Weaver, The Less Than Epic Adventures of TJ & Amal | - Jeremy Sorese, Curveball - Maggie Thrash, Honor Girl - Blue Delliquanti, O Human Star: Volume One - Ed Luce, Wuvable Oaf |
| LGBT Non-Fiction                    | Marcia M. Gallo, “No One Helped”: Kitty Genovese, New York City, and the Myth of Urban Apathy | - Kay Whitlock and Michael Bronski, Considering Hate: Violence, Goodness, and Justice in American Culture and Politics - Corbett Joan O'Toole, Fading Scars: My Queer Disability History - Alice Dreger, Galileo’s Middle Finger: Heretics, Activists, and the Search for Justice in Science - Lillian Faderman, The Gay Revolution: The Story of the Struggle - Joshua Gamson, Modern Families: Stories of Extraordinary Journeys to Kinship - Robert Lorway, Namibia’s Rainbow Project - Jarrett Neal, What Color Is Your Hoodie? Essays on Black Gay Identity |
| LGBT Science Fiction/Fantasy/Horror | Kirsty Logan, The Gracekeepers | - John Inman, The Boys on the Mountain - Fletcher DeLancey, The Caphenon (Chronicles of Alsea – Book #1) - Ally Blue, Down - Robert Levy, The Glittering World - J. A. Rock, Minotaur - Kate Sherwood, Sacrati - Jude McLaughlin, Wonder City Stories |
| LGBT Studies                        | Hiram Pérez, A Taste for Brown Bodies: Gay Modernity and Cosmopolitan Desire | - Clare Sears, Arresting Dress: Cross-Dressing, Law, and Fascination in Nineteenth-Century San Francisco - L. H. Stallings, Funk the Erotic: Transaesthetics and Black Sexual Cultures - Aaron Goodfellow, Gay Fathers, Their Children, and the Making of Kinship - Madhavi Menon, Indifference to Difference: On Queer Universalism - Jane Ward, Not Gay: Sex between Straight White Men - Petrus Liu, Queer Marxism in Two Chinas - Valerie Traub, Thinking Sex with the Early Moderns                                                                         |
| Transgender Fiction                 | Roz Kaveney, Tiny Pieces of Skull, or a Lesson in Manners | - Michael Scott Monje, Jr., Defiant - Sassafras Lowrey, Lost Boi |
| Transgender Non-Fiction             | Willy Wilkinson, Born on the Edge of Race and Gender: A Voice for Cultural Competency | - Amy Ellis Nutt, Becoming Nicole: The Transformation of an American Family - Zane Thimmesch-Gill, Hiding in Plain Sight |
| Transgender Poetry                  | kari edwards, succubus in my pocket | - Ryka Aoki, Why Dust Shall Never Settle Upon This Soul - Joy Ladin, Impersonation |

## Prix spéciaux
| Catégorie                                 | Récompensé               |
| ----------------------------------------- | ------------------------ |
| Pioneer Award                             | Eileen Myles             |
| Judith A. Markowitz Emerging Writer Award | Bryan Borland, JP Howard |
| Trustee Award                             | Hilton Als               |